# مریستاون (داکوتای جنوبی)
مریستاون(به انگلیسی: Morristown) شهری در ایالت داکوتای جنوبی کشور ایالات متحده آمریکا است که جمعیت آن در سرشماری سال ۲۰۱۰ میلادی، ۶۷ نفر بوده‌است.